# Gunbower Creek
Gunbower Creek är ett vattendrag i Australien. Det ligger i delstaten Victoria, omkring 250 kilometer norr om delstatshuvudstaden Melbourne.
Trakten runt Gunbower Creek består till största delen av jordbruksmark. Trakten runt Gunbower Creek är nära nog obefolkad, med mindre än två invånare per kvadratkilometer. Genomsnittlig årsnederbörd är 471 millimeter. Den regnigaste månaden är juni, med i genomsnitt 62 mm nederbörd, och den torraste är november, med 15 mm nederbörd.